# Faramea guaramacalensis
Faramea guaramacalensis är en måreväxtart som beskrevs av Charlotte M. Taylor. Faramea guaramacalensis ingår i släktet Faramea och familjen måreväxter.
Artens utbredningsområde är Venezuela. Inga underarter finns listade i Catalogue of Life.